# Duc pescador de Pel
El duc pescador de Pel
(Scotopelia peli) és una espècie d'ocell de la família dels estrígids (Strigidae). Habita vegetació de ribera de gran part de l'Àfrica subsahariana. El seu estat de conservació es considera de risc mínim.